# Addeke Hendrik Boerma

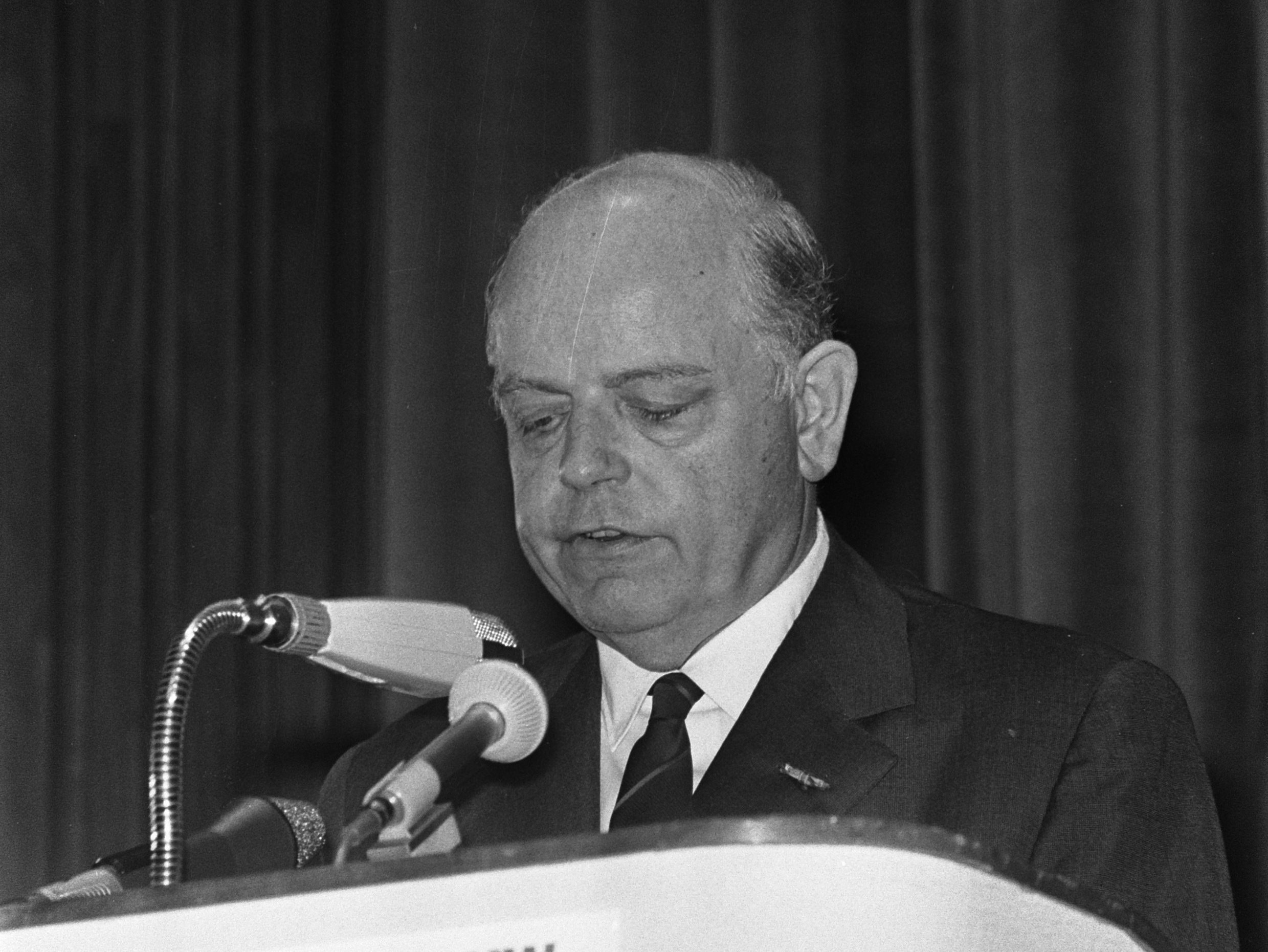
Addeke Hendrik Boerma (1970)

Addeke Hendrik Boerma (* 3. April 1912 in Annerveenschekanaal; † 8. März 1992 in Wien) war ein niederländischer Ökonom und Beamter, der von 1962 bis 1967 als erster Exekutivdirektor des Welternährungsprogramms und von 1967 bis Dezember 1975 als Generaldirektor der Ernährungs- und Landwirtschaftsorganisation der Vereinten Nationen tätig war.

## Leben
Boerma wurde 1912 in Annerveenschekanaal in eine Bauernfamilie hinein geboren und besuchte die Schule in Veendam. Von 1929 bis 1934 studierte Boerma Gartenbau und Agrarökonomie an der Universität Wageningen.
Nach dem Studium wurde Boerma Regierungskommissar für Ackerbau und Viehzucht und arbeitete ab 1938 für die Nationale Agentur für Kriegsnahrungsmittelversorgung an der Vorbereitung der Lebensmittelversorgung in den Niederlanden in Kriegszeiten. Im Oktober 1944 begab er sich in den bereits befreiten Süden der Niederlande, um die Lebensmittelversorgung und den Versand von Hilfsgütern vorzubereiten.
Für seine Verdienste während und nach dem Krieg wurde Boerma zum Ritter im Orden vom Niederländischen Löwen und zum Kommandeur des Leopoldsorden ernannt.
Ab 1947 bekleidete Boerma verschiedene Positionen bei der Ernährungs- und Landwirtschaftsorganisation der Vereinten Nationen (FAO). Im Jahr 1962 wurde er außerdem der erste Exekutivdirektor des Welternährungsprogramms der Vereinten Nationen. Im Jahr 1967 wurde er zum Generaldirektor der FAO gewählt. Er leitete eine Umstrukturierung der Organisation ein und konzentrierte sich auf Armutsfragen. Am 1. Januar 1976 schied er aus dem öffentlichen Dienst aus.
Seine letzten Lebensjahre bis zu seinem Tod 1992 verbrachte Boerma in Österreich.